# Църни Луг
Църни Луг (на сръбски: Црни Луг или Crni Lug) е село в Югоизточна Сърбия, Пчински окръг, Град Враня, община Враня.

## География
Селото е разположено във Вранската котловина. По своя план е купно селище. Отстои на 11,6 км южно от окръжния и общински център Враня, на 1,8 км южно от село Ратае, на 1,6 км северозападно от село Долно Жапско и на изток от село Ристовац.

## История
По време на Първата световна война селото е във военновременните граници на Царство България, като административно е част от Вранска околия на Врански окръг.

## Население
Според преброяването на населението от 2011 г. селото има 249 жители.

### Етнически състав
Данните за етническия състав на населението са от преброяването през 2002 г.
- сърби – 262 жители (98,49%)
- руснаци – 2 жители (0,75%)
- македонци – 2 жители (0,75%)